# Schlotheimia rugulosa
Schlotheimia rugulosa är en bladmossart som beskrevs av Noguchi 1936. Schlotheimia rugulosa ingår i släktet Schlotheimia och familjen Orthotrichaceae. Inga underarter finns listade i Catalogue of Life.